# Limenitis berchmansi
Limenitis berchmansi är en fjärilsart som beskrevs av Kotsch 1929. Limenitis berchmansi ingår i släktet Limenitis och familjen praktfjärilar. Inga underarter finns listade i Catalogue of Life.